# Karl Bartsch
Pour les articles homonymes, voir Bartsch.
Karl Bartsch, né le 25 février 1832 à Sprottau (province de Brandebourg) et mort le 19 février 1888 à Heidelberg (Grand-duché de Bade), est un philologue prussien qui a fondé le premier institut de germanistique en Allemagne à l'université de Rostock.

## Biographie
Karl Bartsch est le fils d'un officier d'artillerie et de Friederike von Winterfeld. À Gleiwitz (Province de Silésie), où la famille vécut plus tard, il fréquente le lycée catholique puis poursuit ses études au lycée de Breslau. À partir de 1849, il étudie la philologie classique à l'université de Breslau et assiste à des conférences de germanistique avec Karl Weinhold. En 1851, il se rend à Berlin et suit des conférences données par Wilhelm Grimm et Heymann Steinthal. Il termine son doctorat (De Veteris theodiscae linguae praesertim Otfridi arte metrica) en mars 1853 à Halle-sur-Saale.
Au début, Bartsch avait souhaité devenir acteur. Par la suite, il cherche un emploi dans la fonction publique, mais sans succès. Il accepte l'offre de faire un voyage dans les bibliothèques de Paris, Londres et Oxford pour copier des registres manuscrits de troubadours. A son retour, il devient tuteur privé chez un baron (Freiherrn).
À l'automne 1855, Bartsch est nommé gardien de la bibliothèque du Germanisches Nationalmuseum de Nuremberg. Cependant, après des disputes avec son fondateur, il quitte Nuremberg et s'installe à Rostock en 1858, où il fonde le premier institut d'études de germanistique en Allemagne le 11 juin de la même année. Il y travailla jusqu'en 1871 comme professeur de germanistique et de langues romanes et est élu recteur à deux reprises. Puis il est nommé professeur de philologie germanique et romane à l'université de Heidelberg, où il enseigna jusqu'à sa mort.
Karl Bartsch est décédé peu avant son 56e anniversaire.

## Travaux
Karl Bartsch est notamment connu pour la loi de Bartsch ou effet de Bartsch. Celle-ci désigne une évolution propre à la phonétique historique du français, des autres langues d'oïl et aussi du francoprovençal, à partir du gallo-roman (latin populaire de Gaule)., où l'on voit le passage, en ces dialectes, de a tonique libre à ie quand a était précédé d'une consonne palatalisée, par exemple dans le latin canem : KANE(M) → chien. Bartsch mit en évidence cette règle le premier sans toutefois l'expliquer.

## Récompenses et distinctions
- Croix de chevalier de l'ordre royal suédois de l'étoile polaire (1868)
- Croix de chevalier de l'ordre de la Couronne de Wende (1871)
- Conseiller judiciaire (1871)
- Geheimer Rat (conseiller secret) de la cour (1873)
- Croix de chevalier 1re classe de l'ordre royal d'Albert le Valeureux roi de Saxonie (1877)
- Croix de chevalier de l'ordre de la Couronne d’Italie (1878)
- Croix de chevalier 1re classe de l'ordre du Lion de Zaeringen (1880)
- Feuilles de chêne pour la croix de chevalier de l'ordre de Zähringer (1881)
- Ordre royal de la couronne de Prusse de 3e classe (1881)
- Conseil secret 2e classe (1886)